# نیو سافولک (نیویورک)
نیو سافولک (به انگلیسی: New Suffolk) یک منطقهٔ مسکونی در ایالات متحده آمریکا است که در شهرستان سافک، نیویورک واقع شده‌است. نیو سافولک ۱٫۶ کیلومتر مربع مساحت و ۳۴۹ نفر جمعیت دارد و ۸ متر بالاتر از سطح دریا واقع شده‌است.